# Base aérienne de Lowry Field
La base aérienne de Lowry Field (1938-1994) est une ancienne base d'entraînement de la United States Army Air Forces (USAAF) pendant la Seconde Guerre mondiale et de la United States Air Force (USAF) pendant la guerre froide situé dans le comté d'Arapahoe au Colorado. Elle a servi de site initial de l'Académie de l'armée de l'air des États-Unis de 1955 à 1958. Il s'agit d'un site de défense américain anciennement utilisé (Formerly Used Defense Sites (en)) (B08CO0505).

## Historique

### Contexte
Les villes de Denver, Auraria et Highland ont été désignées comme capitale territoriale en 1859 après le début de la ruée vers l'or de Pikes Peak en 1858. Le Fort Logan (en) de 1887 a été établi dans l'actuelle région métropolitaine de Denver. À l'est de la capitale de l'État, la base militaire à Montclair, dans le Colorado, a commencé sur le futur aérodrome lorsque l'école militaire Jarvis Hall de 1887 a ouvert ses portes. Montclair a été incorporé à Denver en 1903 et Jarvis Hall a brûlé en 1904. Sur le site de l'école militaire, le Agnes Phipps Memorial Sanatorium a été établi comme hôpital pour tuberculeux en 1904.
Après plusieurs incendies à Chanute Field et la détérioration des bâtiments dans l'Illinois, une annonce de l'Air Corps de 1934 sollicite un lieu d'entraînement de remplacement et Denver soumet une offre. La ville de Denver achète le sanatorium pour un terrain d'aviation après un vote d'obligations municipales en 1935. Le 27 août 1937, la branche de Denver, l'école technique de l'Air Corps, est constituée avec les départements de photographie et d'armement, la formation en photographie a été transférée de Chanute Field, et la WPA a converti le terrain du sanatorium en un aérodrome militaire du Colorado. En février 1938 l'aérodrome en cours d'installation à côté du cimetière Fairmont a été attribué à l'Air Corps Technical School dont le siège est à Chanute et la branche de Denver de l'Army Air Corps est devenue un poste de l'armée de terre de 880 acres.

### Après sa fermeture
Après sa fermeture, elle abrite le Wings Over the Rockies Air and Space Museum.